# 佐竹義秀 (東家)
佐竹 義秀（さたけ よしひで）は、佐竹氏一門の佐竹東家第9代当主。

## 経歴
角館佐竹北家初代佐竹義隣の次男として生まれる。父の実弟の東家佐竹義寛の養子となり家督相続し、藩主佐竹義格に重臣として仕えた。正徳4年（1714年）隠居して家督を嫡男義本に譲る。孫の義道は、佐竹壱岐守家を相続し秋田新田藩主となる。義道の長男義明は、本家久保田藩主を相続、次男義敏は新田藩を相続、四男は蜂須賀家の養子となり蜂須賀重喜と名乗って徳島藩主となる。